# Mesterholdenes Europa Cup 1955-56
Mesterholdenes Europa Cup 1955-56 var UEFA's allerførste arrangerede turnering.
Den allerførste kamp blev spillet den 4. september 1955 mellem Sporting Lissabon og Partizan Beograd med resultatet 3-3.
Den sidste kamp i samme førsterunde blev spillet så sent som den 1. november. Da var langt de fleste returkampe allerede afviklet.
Turneringens allerførste mål blev scoret af João Baptista Martins fra Sporting efter 14. minutters spil.
16 landes mesterhold deltog, her iblandt det lille endnu eksisterende protektorat Saarland.
Fra Danmark blev det AGF, som fik æren af at blive landets første klub i Europacupturneringerne.
Efter at have tabt hjemmekampen 0-2 og være bagud med samme cifre i Frankrig, lykkedes det Erik Kuld Jensen og Henning Bjerregaard at score og tage en uafgjort med hjem.
Real Madrid vandt finalen på Parc des Prince i Paris, og fulgte op med turneringssejre de følgende 4 år.

## 1/8-finaler
| Klub 1            | Samlet | Klub 2            | 1. kamp | 2. kamp | Kommentar |
| ----------------- | ------ | ----------------- | ------- | ------- | --------- |
| Sporting Lissabon | 5-8    | Partizan Beograd  | 3-3     | 2-5     | -         |
| Vörös Lobogó      | 10-4   | RSC Anderlecht    | 6-3     | 4-1     | -         |
| Servette FC       | 0-7    | Real Madrid       | 0-2     | 0-5     | -         |
| Rot-Weiss Essen   | 1-5    | Hibernian FC      | 0-4     | 1-1     | -         |
| Djurgårdens IF    | 4-1    | Gwardia Warszawa  | 0-0     | 4-1     | -         |
| AGF               | 2-4    | Stade Reims       | 0-2     | 2-2     | -         |
| Rapid Wien        | 6-2    | PSV Eindhoven     | 6-1     | 0-1     | -         |
| AC Milan          | 7-5    | 1. FC Saarbrücken | 3-4     | 4-1     | -         |

## Kvartfinaler
| Klub 1         | Samlet | Klub 2           | 1. kamp | 2. kamp | Kommentar |
| -------------- | ------ | ---------------- | ------- | ------- | --------- |
| Djurgårdens IF | 1-4    | Hibernian FC     | 1-3     | 0-1     | -         |
| Stade Reims    | 8-6    | Vörös Lobogó     | 4-2     | 4-4     | -         |
| Real Madrid    | 4-3    | Partizan Beograd | 4-0     | 0-3     | -         |
| Rapid Wien     | 3-8    | AC Milan         | 1-1     | 2-7     | -         |

## Semifinaler
| Klub 1      | Samlet | Klub 2       | 1. kamp | 2. kamp | Kommentar |
| ----------- | ------ | ------------ | ------- | ------- | --------- |
| Stade Reims | 3-0    | Hibernian FC | 2-0     | 1-0     | -         |
| Real Madrid | 5-4    | AC Milan     | 4-2     | 1-2     | -         |

## Finale
| Klub 1      | Samlet | Klub 2      | Kommentar |
| ----------- | ------ | ----------- | --------- |
| Real Madrid | 4-3    | Stade Reims | -         |

0-1 Michel Leblond 6', 0-2 Jean Templin 10', 1-2 Alfredo di Stefano 14', 2-2 Héctor Rial 30', 2-3 Michel Hidalgo 62', 3-3 Marcos Alonso Imaz 67´, 4-3 Hector Rial 79'

## Topscoreliste
8 mål
- Miloš Milutinović (Partizan)

6 mål
- Péter Palotás (Vörös Lobogó)
- Léon Glovacki (Stade Reims)

5 mål
- René Bliard (Stade Reims)
- Héctor Rial (Real Madrid)
- Alfredo di Stéfano (Real Madrid)

4 mål
- Mihály Lantos (Vörös Lobogó)
- Gunnar Nordahl (Milan)
- Michel Leblond (Stade Reims)

3 mål
- Alfred Körner (Rapid Wien)
- Hippolyte Van Den Bosch (Anderlecht)
- John Eriksson (Djurgården)
- Eddie Turnbull (Hibernian)
- Juan Alberto Schiaffino (Milan)
- Giorgio Dal Monte (Milan)
- Joseíto (Real Madrid)

I alt 127 mål i 29 kampe. Gennemsnit 4,38 mål/kamp.